# Daniel Goldhagen

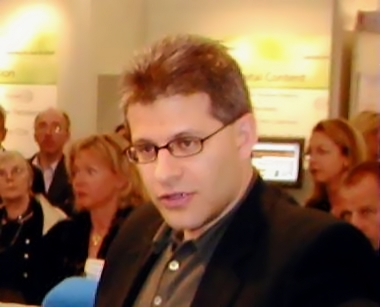

Daniel Jonah Goldhagen (Boston, 30 juni 1959) is een Amerikaans politicoloog.

Goldhagen groeide op in Boston en studeerde aan Harvard University waar hij vervolgens universitair docent werd. In 2003 verliet hij Harvard en koos voor een fulltime schrijverschap. Hij is een spraakmakend onderzoeker van de Holocaust. In 1996 baarde hij veel opzien met zijn controversiële boek Hitler's Willing Executioners, waarvan ook een Nederlandse vertaling is verschenen: Hitlers gewillige beulen. In dit boek betoogt Goldhagen dat de Holocaust een specifiek Duits gebeuren was. Hij zou volgens critici hebben gesteld dat het Duitse volk collectief verantwoordelijk was voor de Jodenmoord door de nazi's. In Hitlers gewillige beulen schrijft hij onder andere
'De overtuigingen die al gemeengoed waren bij de Duitsers toen Hitler aan de macht kwam, en die het Duitse volk ertoe aanzetten om de eliminerende maatregelen van de jaren 30 goed te keuren en eraan bij te dragen, waren de overtuigingen die niet alleen de Duitsers die door omstandigheden, toeval of keuze de holocaust uitvoerden, maar ook de grote meerderheid van het Duitse volk ertoe bewogen om de totale uitroeiing van het joodse volk te begrijpen, ermee in te stemmen, en waar mogelijk te bevorderen. De onverbiddelijke waarheid is dat de Duitse politieke cultuur in verband met de joden zodanig was geëvolueerd dat een enorm aantal van doodgewone, representatieve Duitsers Hitlers bereidwillige beulen werden, en dat het merendeel van de rest van hun landgenoten in staat was om beulen worden.' 
Hij stelt dat het antisemitisme in Duitsland veel wijder verspreid was dan het nazisme. Zijn centrale stelling is: zonder Duitsers geen Holocaust.
Goldhagen heeft in een interview met Der Spiegel van 23 november 2006 ook van zich doen spreken door het trekken van parallellen tussen de militante islam en het nationaalsocialisme.
Zijn boek ontving instemming van onder andere Elie Wiesel. Maar Raul Hilberg en Yehuda Baur (directeur van het herinneringscentrum Yad Vashem) weerspraken zijn opvatting, in hun gezamenlijke boek Wiens schuld? (De impact van Daniel Jonah Goldhagen op het Holocaustdebat). En Norman Finkelstein en Ruth Bettina Birn, twee onderzoekers van de Holocaust, beschuldigden Goldhagen van ernstige misleiding en politiek bedrog. In het boek Een volk staat terecht, met als ondertitel Misleiding en bedrog bij Goldhagen: een vernietigende analyse, wijzen zij de gedachtegang van Goldhagen dat alle Duitsers schuldig zijn en van geboorte af antisemitisch, radicaal af. Door Hans Jansen werd Goldhagens litanie van beschuldigingen tegen paus Pius XII weerlegd (Pius XII. Chronologie van een onophoudelijk protest, 2000).